# Бульвар Анниньмуйжас
Бульвар А́нниньмуйжас (латыш. Anniņmuižas bulvāris) — улица в Курземском районе города Риги, в историческом районе Иманта. Начинается и заканчивается примыканием к Юрмалас гатве; имеет дугообразную форму, огибая лесопарк Анниньмуйжас. С внешней стороны дуги к бульвару прилегают пять основных микрорайонов Иманты (Иманта-1 — Иманта-5).
Общая длина бульвара составляет 2208 метров. Почти на всём протяжении (за исключением 200-метрового участка у восточного примыкания к Юрмалас гатве) имеет две раздельные асфальтированные проезжие части, по 2 полосы в каждом направлении. По бульвару проходят автобусные маршруты 36, 41 и 56, а на участке от ул. Бебру до ул. Даммес проложена двухпутная трамвайная линия (в настоящее время используется маршрутом № 1).

## История
Бульвар Анниньмуйжас был определён в проекте детальной планировки жилого района Иманта; частично включает бывшие улицы Талавас и Эдинбургас (соответственно восточный и западный прямолинейные участки, выходящие на Юрмалас гатве). В 1976 году новой улице присвоено название — бульвар Яниса Судрабкалнса. Современное название носит с 1994 года.
Запроектировано дорожное соединение бульвара Анниньмуйжас с одноимённой улицей в Золитуде, посредством путепровода или тоннеля. Предполагается, что это соединение будет построено в рамках проведения железнодорожной линии Rail Baltica. В последнее время приоритетным считается вариант тоннеля, однако его постройка возможна лишь к 2030 году.

## Застройка
Застроена преимущественно чётная сторона бульвара, поскольку нечётная, в значительной части, относится к природоохранной зоне.
Старинная часть бульвара Анниньмуйжас (бывшая улица Талавас, обозначена на плане 1909 года, название присвоено в 1927) сохраняет историческую малоэтажную частную застройку. На остальном протяжении бульвар застроен многоэтажными жилыми домами, главным образом серийными панельными 9-этажками советского периода. Из других зданий следует выделить:
- Дома № 28, 30 и 32 — 13-17-этажный жилой комплекс советского периода (проект 1984 г., архитекторы Зане Калинка и Вита Раухвагере[8]; реализован в 1989—1996 годах[9]). В том же стиле построено соседнее здание (ул. Клейсту, 2; архитектор Зане Калинка, 1989—1991)[10].
- Дом № 29 — центр культуры и отдыха «Иманта» (1995)[11]
- Дом № 38 — жилой комплекс «Метрополия» (2005—2009, архитектор Зане Калинка), включающий пять 18-этажных зданий высотой по 63 метра[12].
- Дома № 41 и 43 — жилой комплекс «Солярис» (2004—2006, архитекторы Андис Силис и Алексей Бирюков)[8], два (по первоначальному проекту — три) 25-этажных здания высотой по 78 метров, входит в десятку наиболее высоких жилых домов Риги[13].

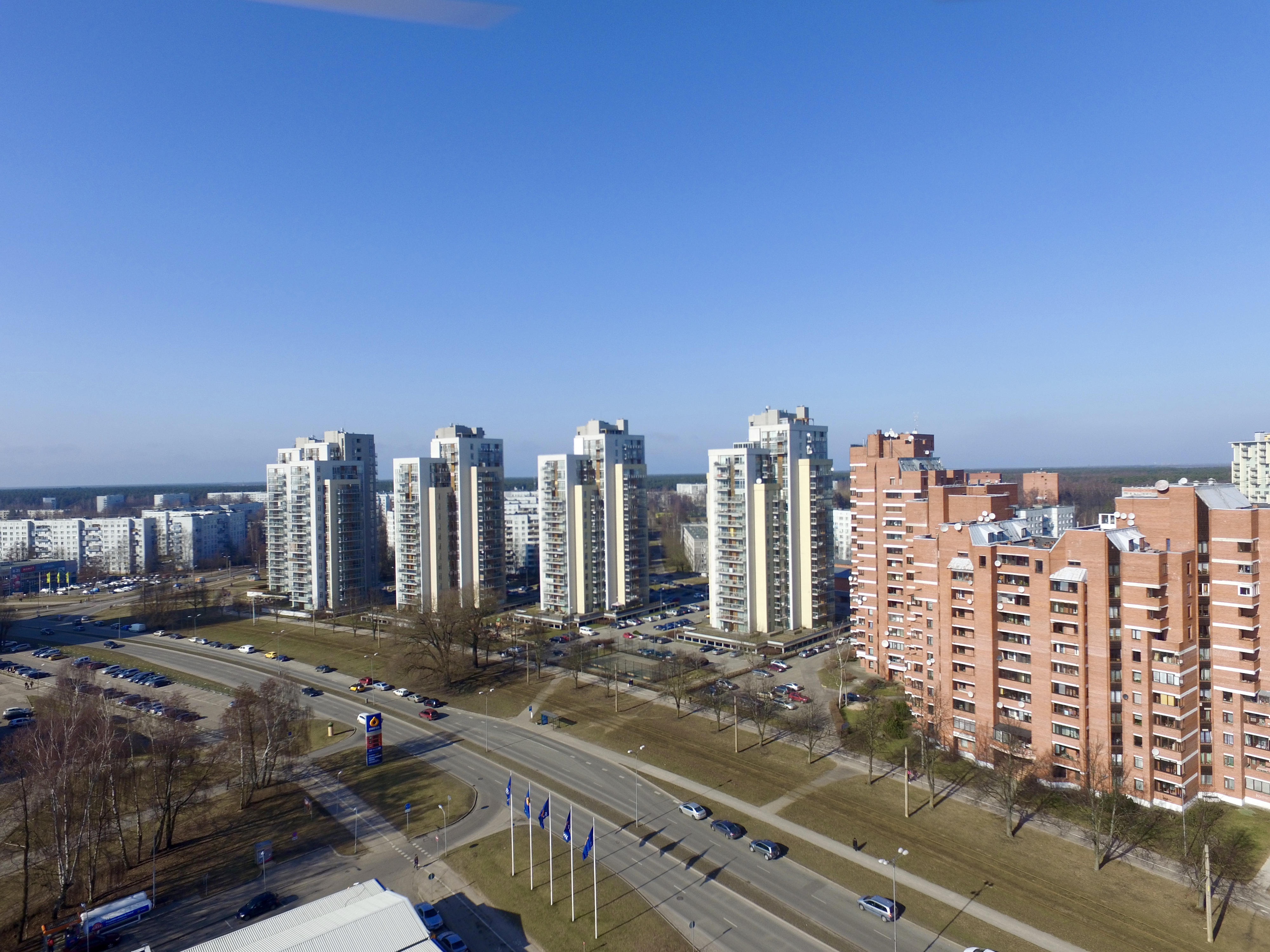
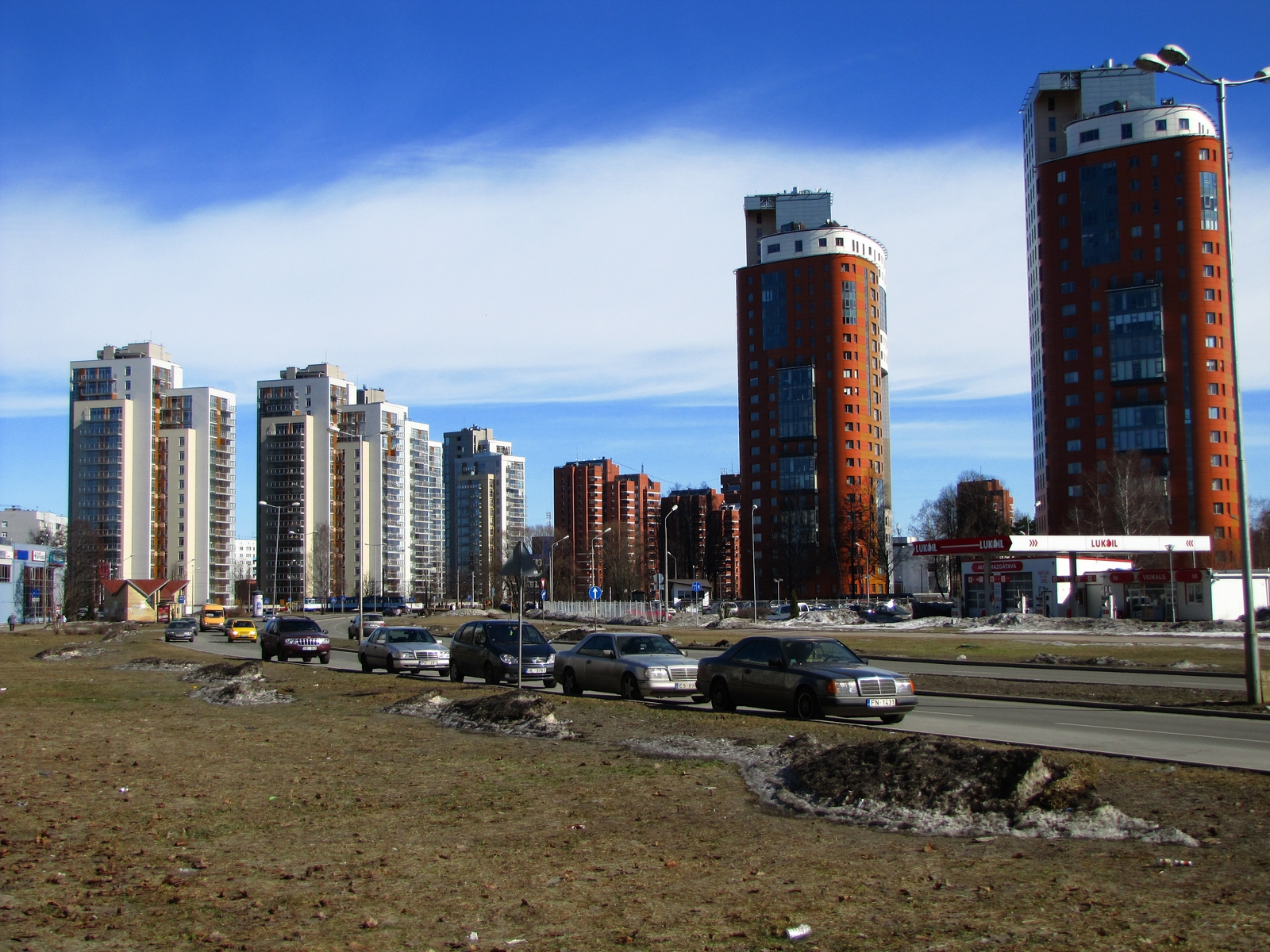
«Метрополия» и «Солярис»
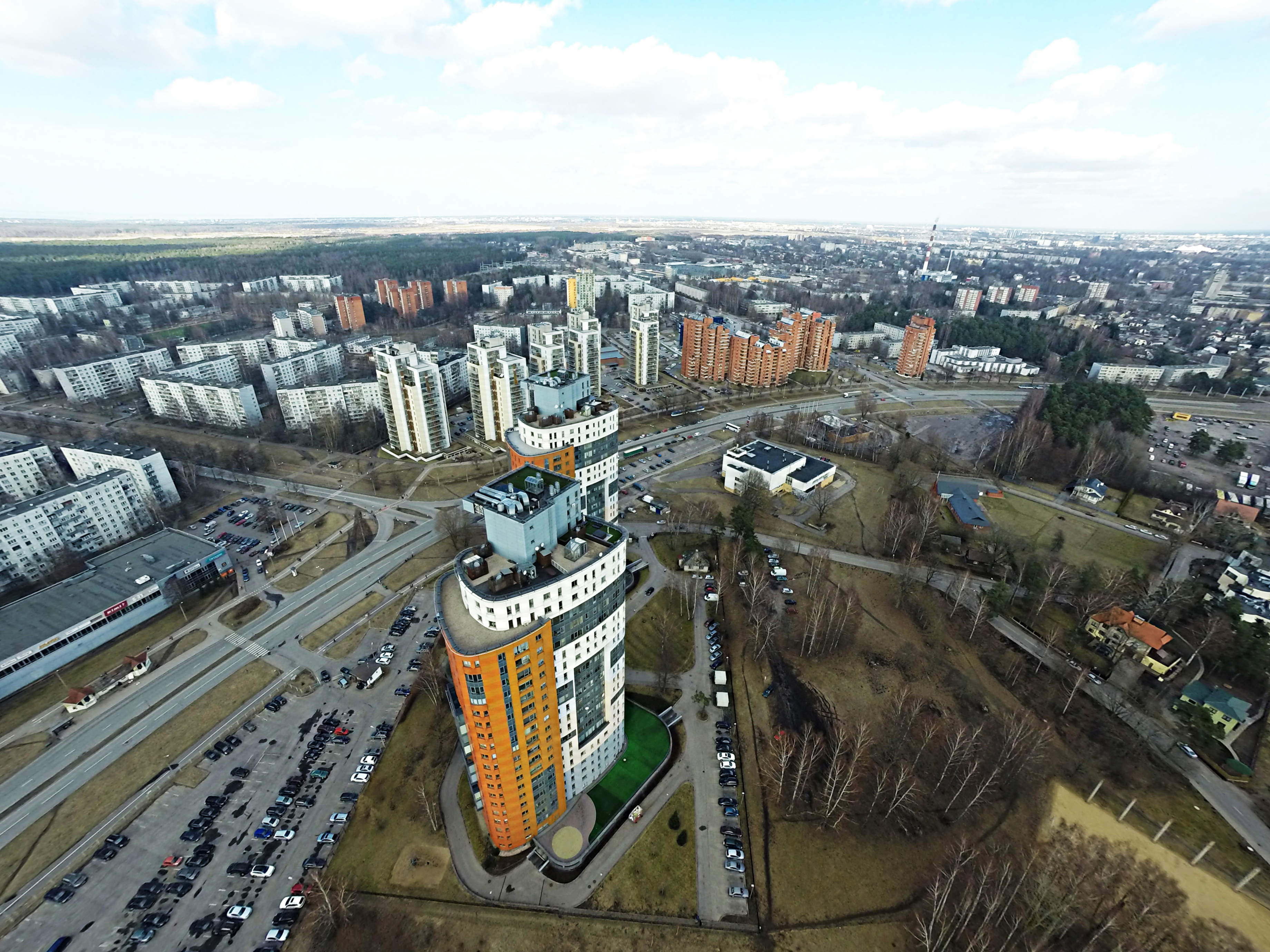
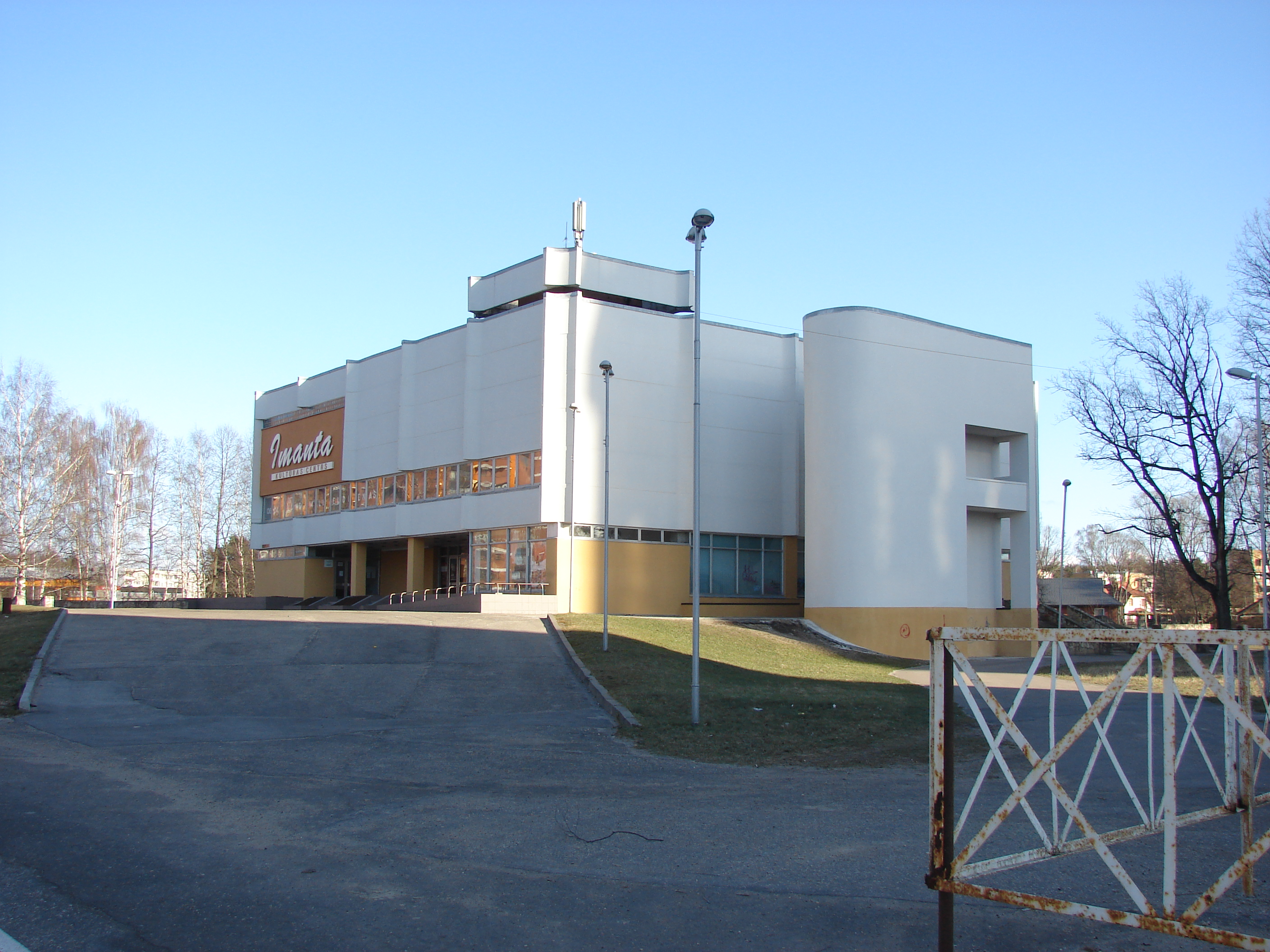
Центр культуры и отдыха «Иманта»

## Прилегающие улицы
Юрмалас гатве пересекается со следующими улицами:
- Юрмалас гатве
- улица Вецумниеку
- улица Бебру
- улица Клейсту
- улица Даммес
- улица Думбрая
- улица Зентенес
- улица Пиладжу
- Юрмалас гатве